# قصیده‌های المپیک
قصیده المپیک (انگلیسی: Olympian 1) قصیده‌هایی هستند که شاعر یونانی پیندار برای جشن پیروزی‌ها در هر چهار بازی پانهلنیک ساخته‌است. از چهارده قصیده المپیک او، که فاتحان بازی‌های المپیک باستان را تجلیل می‌کرد، اولین قصیده در ابتدای مجموعه توسط آریستوفان بیزانتیومی (زبان‌شناس باستان، مرگ ۱۸۰ پیش از میلاد) قرار گرفت زیرا شامل ستایش بازی‌ها و همچنین ستایش پلوپس بود.